# Boissy-Maugis
Boissy-Maugis ist eine ehemalige französische Gemeinde mit zuletzt 358 Einwohnern (Stand: 2013) im Département Orne. Heute ist Boissy-Maugis ein Teil der Großgemeinde (Commune nouvelle) Cour-Maugis sur Huisne, erhielt jedoch im Zuge der Eingemeindung nicht den Status einer Commune déléguée.

## Lage
Der Ort Boissy-Maugis liegt im Regionalen Naturpark Perche ungefähr 54 km östlich von Alençon und etwa 17 km südöstlich von Mortagne-au-Perche in einer Höhe von ca. 140 m. Das Klima ist in hohem Maße vom Meer beeinflusst und deshalb nahezu frostfrei; Regen (ca. 665 mm/Jahr) fällt verteilt übers ganze Jahr.

## Bevölkerungsentwicklung
| Jahr      | 1800 | 1851  | 1901 | 1954 | 1999 |
| Einwohner | 976  | 1.110 | 755  | 555  | 374  |

Der kontinuierliche Bevölkerungsrückgang seit der Mitte des 19. Jahrhunderts ist im Wesentlichen auf die Schließung von bäuerlichen Kleinbetrieben sowie auf die Mechanisierung der Landwirtschaft und den damit einhergehenden Verlust von Arbeitsplätzen zurückzuführen.

## Wirtschaft
Der Ort war seit jeher landwirtschaftlich orientiert, wobei die Selbstversorgung der Bewohner lange Zeit im Vordergrund stand. Seit den 1960er Jahren spielt der Tourismus in Form der Vermietung von Ferienhäusern (gîtes) eine wesentliche Rolle für die Einnahmen des Ortes.

## Geschichte
Ein Priorat der Abtei Saint-Germain-des-Prés (Paris) ist urkundlich bereits in merowingischer Zeit nachgewiesen. Im Mittelalter gehörte der Ort zur Grafschaft Perche. Im Hundertjährigen Krieg (1337–1453) gab es Übergriffe der Engländer. Ansonsten lag der Ort abseits der großen Geschehnisse der Weltgeschichte.

## Sehenswürdigkeiten

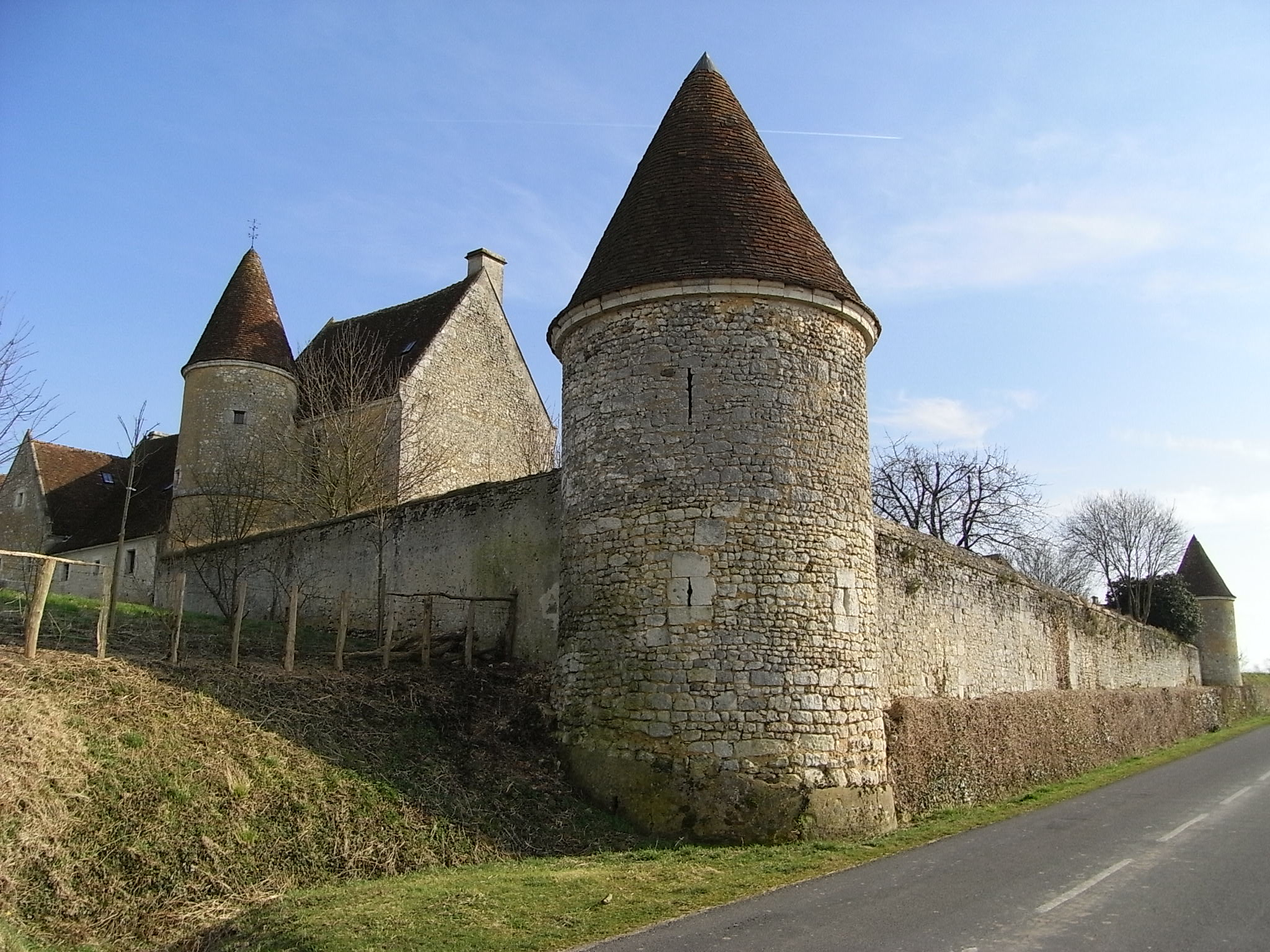
Boissy-Maugis – Manoir de la Moussetière

- Das ummauerte und mit zwei Eckrundtürmen befestigte Landgut Manoir de la Moussetière (48° 26′ 46″ N, 0° 42′ 42″ O) stammt aus dem 16. Jahrhundert. Es ist seit dem Jahr 1980 als Monument historique anerkannt.[3][4]
- Die dem hl. Germanus von Paris geweihte Pfarrkirche (Église Saint-Germain-de-Paris) war ursprünglich eine Prioratskirche der Abtei Saint-Germain-des-Prés in Paris. Die heutige Kirche ist ein neogotischer Bau aus dem 19. Jahrhundert.

Umgebung
- Der im Wald etwa 5 km nordöstlich des Ortes gelegene und um 3500 v. Chr. errichtete jungsteinzeitliche Dolmen de la Grosse-Pierre (48° 27′ 59″ N, 0° 45′ 1″ O) ist eines von nur wenigen Zeugnissen aus der Zeit der Megalithkulturen im Südosten der Normandie. Er ist seit dem Jahr 1949 als Monument historique anerkannt.[5][6]